# 長蛇座52
長蛇座52，又名CD-2810712，HD 126769、SAO 182570、HR 5407，是長蛇座的一颗恒星，视星等为4.97，位于銀經326.95，銀緯28.83，其B1900.0坐标为赤經14h 22m 18.9s，赤緯-29° 28.83′ 32″。